# Юрі Яаксон
Юрі Яаксон (ест. Jüri Jaakson, 16 січня 1870, Кокавійдіка, волость Ууе-Вийду, Вільяндімаа — 20 квітня 1942, Сосва, Свердловська область) — естонський державний діяч.

## Біографія
Закінчив приватну гімназію Треффнера, юридичний факультет Юр'ївського (Тартуського) університету (1896).
У 1897—1901 роках — помічник присяжного повіреного у Вільянді, у 1901—1902 — в Ризі. У 1902—1914 — присяжний повірений у Ризі. У 1898—1901 був головою селянського товариства у Вільянді. Був головою естонського суспільства «Иманта» в Ризі, очолював естонське суспільство освіти і допомоги в Ризі. У 1904—1920 — член і голова опікунської ради естонської гімназії імператора Олександра (заснованої з ініціативи естонської громадськості). У 1915—1919 — член ради Tallinna Linnapank (Талліннського міського банку). У 1915—1919 — голова центрального суспільства селян Північної Естонії, голова ради Талліннського економічного союзу.

## Державний діяч
У 1917 році, після Лютневої революції, був призначений помічником комісара Естляндськой губернії. У 1917—1918 — член і помічник голови Естонського земського ради. У 1918 — генеральний уповноважений Тимчасового уряду Естонії по відносинам з німецькою окупаційною владою. У 1918—1920 — міністр юстиції. З 16 грудня 1924 по 15 грудня 1925 — державний старійшина (глава держави). У 1926—1940 — президент Банку Естонії. У 1929—1936 представляв Естонію у фінансовому комітеті Ліги Націй у Женеві. У 1935—1938 — член Національної економічної ради.
Член Установчих зборів і Рійгікогу (Естонського парламенту) першого — четвертого і шостого скликань. Нагороджений Хрестом Свободи третього розряду першого ступеня — за цивільні заслуги.
Був заарештований органами НКВС і розстріляний у таборі.